# Indopadilla yokdon
Espèce
Indopadilla yokdon est une espèce d'araignées aranéomorphes de la famille des Salticidae.

## Distribution
Cette espèce est endémique de la province de Đắk Lắk au Viêt Nam,. Elle se rencontre vers Buôn Đôn.

## Description
La femelle holotype mesure 7,94 mm

## Systématique et taxinomie
Cette espèce a été décrite par Hoang, Phan et Vo en 2024.

## Étymologie
Son nom d'espèce lui a été donné en référence au lieu de sa découverte, le parc national de Yok Đôn.

## Publication originale
(mai 2024).
- Hoang, Phan & Vo, 2024 : « Taxonomic notes on Indopadilla Caleb et Sankaran, 2019, with description of two new species from Vietnam (Aranei: Salticidae). » Arthropoda Selecta, vol. 33, no 2, p. 250-259.